# Three Kingdoms: Fate of the Dragon
Three Kingdoms: Fate of the Dragon is een real-time strategy computerspel, ontwikkeld door Overmax Studios. Het spel is op 27 maart 2001 uitgegeven door Eidos Interactive voor de PC. Het verhaal is gebaseerd op de Roman van de Drie Koninkrijken.
Het spel speelt zich af in de geschiedenis van China, rond 184 na Christus. De speler kan singleplayer- en multiplayerspellen spelen. Bij singleplayer kan men kiezen om een missie te doen of skirmish, een gekozen map. Men kan dan kiezen uit de missies van Liu Bei (van Shu), Cao Cao (van Wei) en Sun Quan (van Wu).
Het doel van het spel is om een kamp en leger op te bouwen, en dan de vijand te vernietigen. In de missies is het niet alleen de bedoeling om vijanden te doden, maar ook om de andere 'helden' te verslaan en te doden. De speler moet zijn eigen regime opbouwen en nieuwe technologie ontdekken, om verder te komen in het spel. Het uiteindelijke doel is het veroveren van heel China en de drie rijken te verenigen tot één groot rijk.
In multiplayer kan men via de LAN-verbinding, maar ook via internet, tegen andere personen spelen.

## Soldaten
De speler heeft drie soorten gebouwen om soldaten in te trainen. Vanzelfsprekend ook dus drie soorten soldaten.
- Zwaardman - wordt gemaakt in een swordsman's barracks
- Boogschutter - wordt gemaakt in een archer's barracks
- Speerdrager - wordt gemaakt in een spearman's barracks

Eerst moet een dorpeling naar de desbetreffende barracks gestuurd worden, om daarna automatisch een soldaat te trainen.
De speler kan ook gevechtswagens bouwen. Dit wordt gedaan in de Machine Workshop. Deze wagens kan men bouwen:
- Scaling Ladder - een ladder om tegen de vijand zijn muur op te zetten, zodat de soldaten op de muur kunnen komen
- Three Arrow Bow - een wagen die drie pijlen tegelijk schiet
- Support Wagon - een wagen dat een uitklapbaar kamp is, zodat de soldaten ook buiten het hoofdkamp weer op kracht kunnen komen
- Malefic Kite - een wagen met vlieger om je soldaten over de muur van de vijand heen te vliegen
- Thunder Wagon - een wagen die brandende stenen gooit
- Kongming Wagon - een wagentje die lampionnen de lucht in laat voor meer zicht
- Stone-Launching Wagon - een wagen die stenen gooit

## Helden
Buiten de drie soorten barracks hierboven genoemd, is er ook een Inn. Dat is een gebouw om de helden in dit spel te kunnen maken. Per Inn, kan men één held per maand rekruteren.

Dit zijn de helden:
| Bao Long     | Jiang Shu   | Wei Yao      |
| Cai Mao      | Jiang Wei   | Wu Lan       |
| Cao Ang      | Kongming    | Wu Yi        |
| Cao Cao      | Lei Tong    | Xiang Chong  |
| Cao Pi       | Li Yan      | Xiang Lang   |
| Cao Zhen     | Ling Tong   | Xing Daorong |
| Chen Qun     | Liu Bei     | Xu Huang     |
| Chen Ying    | Liu Xian    | Xu Sheng     |
| Chun Yuqiong | Liu Zhang   | Xun You      |
| Deng Ai      | Liu Yan     | Zang Hong    |
| Deng Zhong   | Lord Guan   | Zhang Bao    |
| Ding Feng    | Lu Su       | Zhang Fei    |
| Dong Zhuo    | Lu Xan      | Zhang He     |
| Du Wei       | Lu Yi       | Zhang Hu     |
| Du Xi        | Ma Chao     | Zhang Ji     |
| Du Yu        | Ma Dai      | Zhang Ren    |
| Fa Zheng     | Ma Liang    | Zhang Zhao   |
| Fei Shi      | Mi Fang     | Zhang Yi     |
| Fu Tong      | Pang Tong   | Zhao Yan     |
| Gan Ning     | Ren Jun     | Zhao Yun     |
| Gong Zhi     | Sima Yi     | Zheng Hun    |
| Guan Xing    | Sima Zhao   | Zhou Cang    |
| Guo Huai     | Sun Li      | Zhou Tai     |
| Han Dang     | Song Xian   | Zhu Jianping |
| Han Xuan     | Sun Quan    | Zhu Yi       |
| Hao Zhao     | Wang Fan    | Yan Yan      |
| He Yan       | Wang Jun    | Yang Hong    |
| Hu Fen       | Wang Ping   | Yi Ji        |
| Huang Quan   | Wang Shuang | Yu Fan       |
| Huang Zhong  | Wei Guan    | Yue Lin      |
| Huo Jun      | Wei Yan     |              |